# Valerio Dorico
Valerio Dorico (Brescia, XVI secolo – Roma, fine XVI secolo) è stato un tipografo italiano.

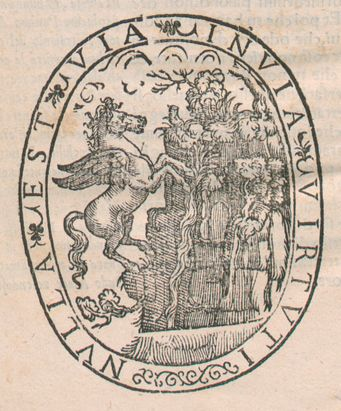
Marca tipografica di Dorico

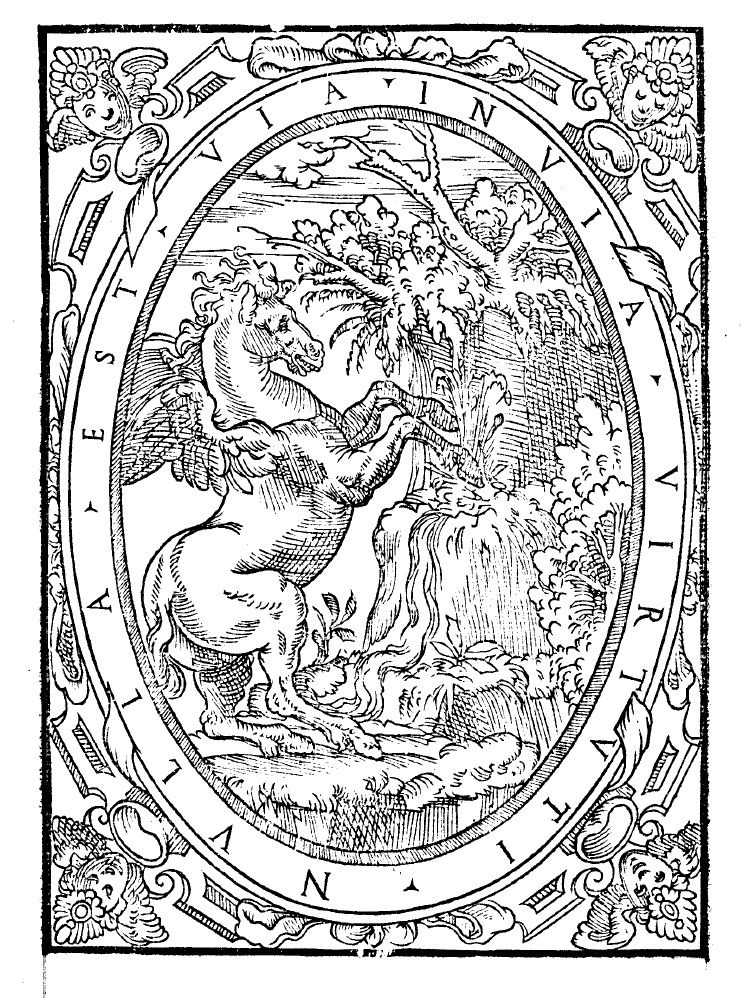
Marca tipografica di Dorico

Nell'arco di sedici anni (1539-1555) stampò numerose edizioni.
Lavorò prettamente per l'Accademia Romana col fratello Luigi Dorico. Dopo la sua morte, l'azienda di famiglia fu portata avanti da Lucrezia Dorico, vedova di Luigi, almeno fino al 1572.